# Газни (провинција)
Газни (перс. غزنی) једна је од 34 провинције Авганистана. Налази се у централном дијелу земље.
Провинција има површину од 22.915 km² и 1.092.000 становника (2007). Административни центар покрајине је истоимени град Газни.